# Pumpenkunst in der Grube Ath
Die Pumpenkunst in der Grube Ath waren über Wasserräder angetriebene Pumpen und Gestänge zur Grubenentwässerung und Grubenfahrt an der  Wurm in der Stadt Würselen in der nordrhein-westfälischen Städteregion Aachen im Regierungsbezirk Köln.

## Geographie
Die Pumpenkunst in der Grube Ath hatte ihre Standort an der Wurm in der Nähe unterhalb der Burg Wilhelmstein in der Stadt Würselen. Mehrere Wasserräder standen auf einer Höhe von ca. 120 m über NN. Oberhalb lag die Bardenberger Mühle, unterhalb befand sich die Pumpenkunst in der Grube Furth.

## Gewässer
Die Wurm versorgte auf einer Flusslänge von 53 km zahlreiche Mühlen mit Wasser. Die Quelle der Wurm liegt südlich von Aachen bei 265 m über NN, die Mündung in die Rur ist bei der Ortschaft Kempen in der Stadt Heinsberg bei 32 m über NN. 

## Geschichte
In einer Karte des Markscheiders Städtler aus Eschweiler von 1789 sind auf der Höhe von Burg Wilhelmstein relativ dicht beieinander vier Pumpenkünste mit zusammen fünf Wasserrädern eingezeichnet. Die beiden südlichen gehörten zur Grube Ath, die im 16. Jahrhundert entstand. Um 1680 begann man damit, Wasserräder für den Pumpenantrieb (Pumpenkunst) und für die Grubenfahrt (Fahrkunst) aufzustellen. Die Grube wurde ständig erweitert, wurde aber auch von mehreren Grubenunglücken und Bränden heimgesucht. 1879 wurde die Unglücksgrube stillgelegt und verschwand von der Bildfläche.
Unter Kunst verstand man im Bergbau jede Art von Maschinen, die den Menschen die Arbeit abnahmen und erleichterten. So gab es für die Wasserhaltung in den Gruben die Pumpenkunst. Das waren Pumpen, die mit Wasserkraft angetrieben und über ein mehr oder weniger langes Feldgestänge bewegt wurden.

## Galerie

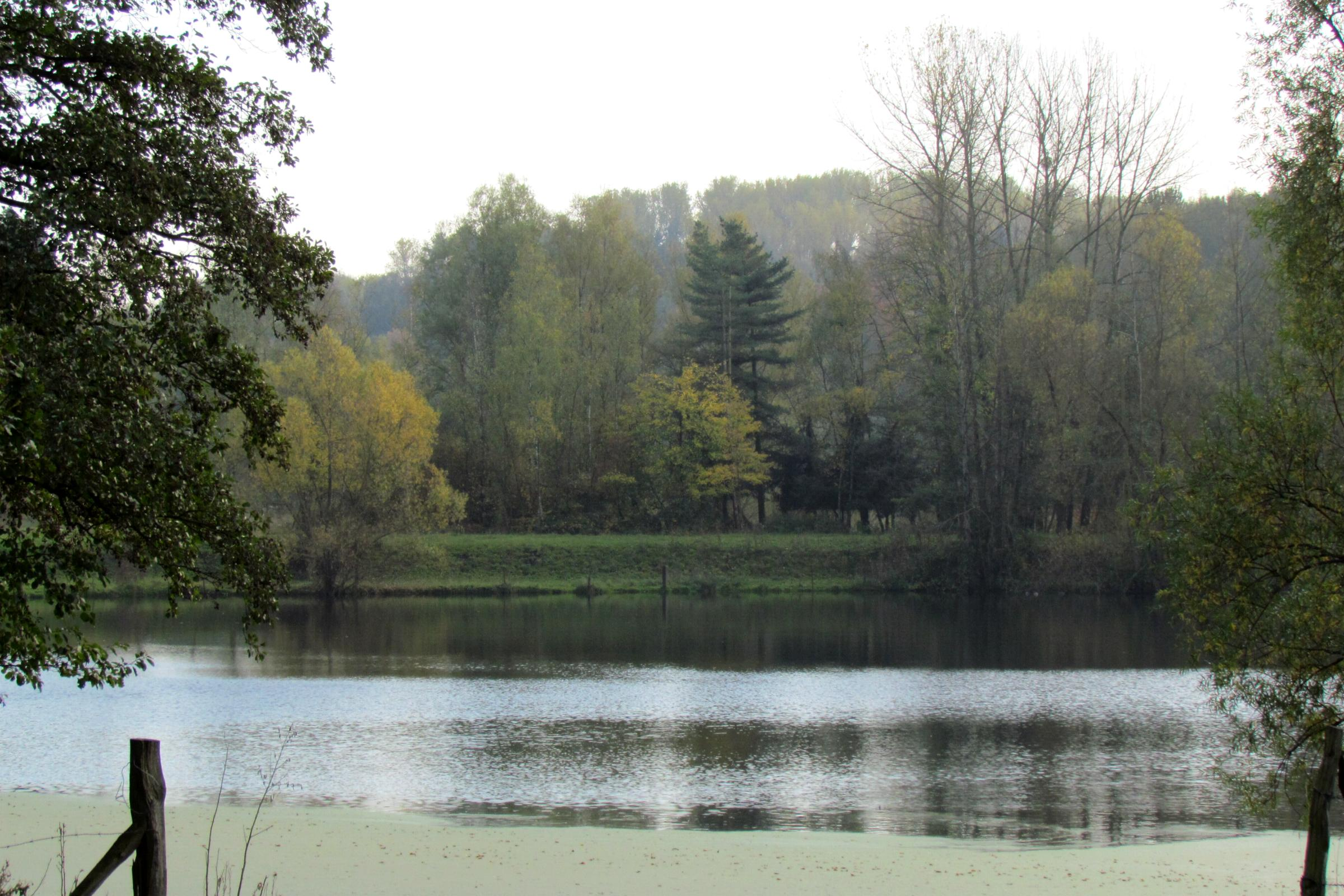
Mühlenteich am ehemaligen Standort der Grube Ath
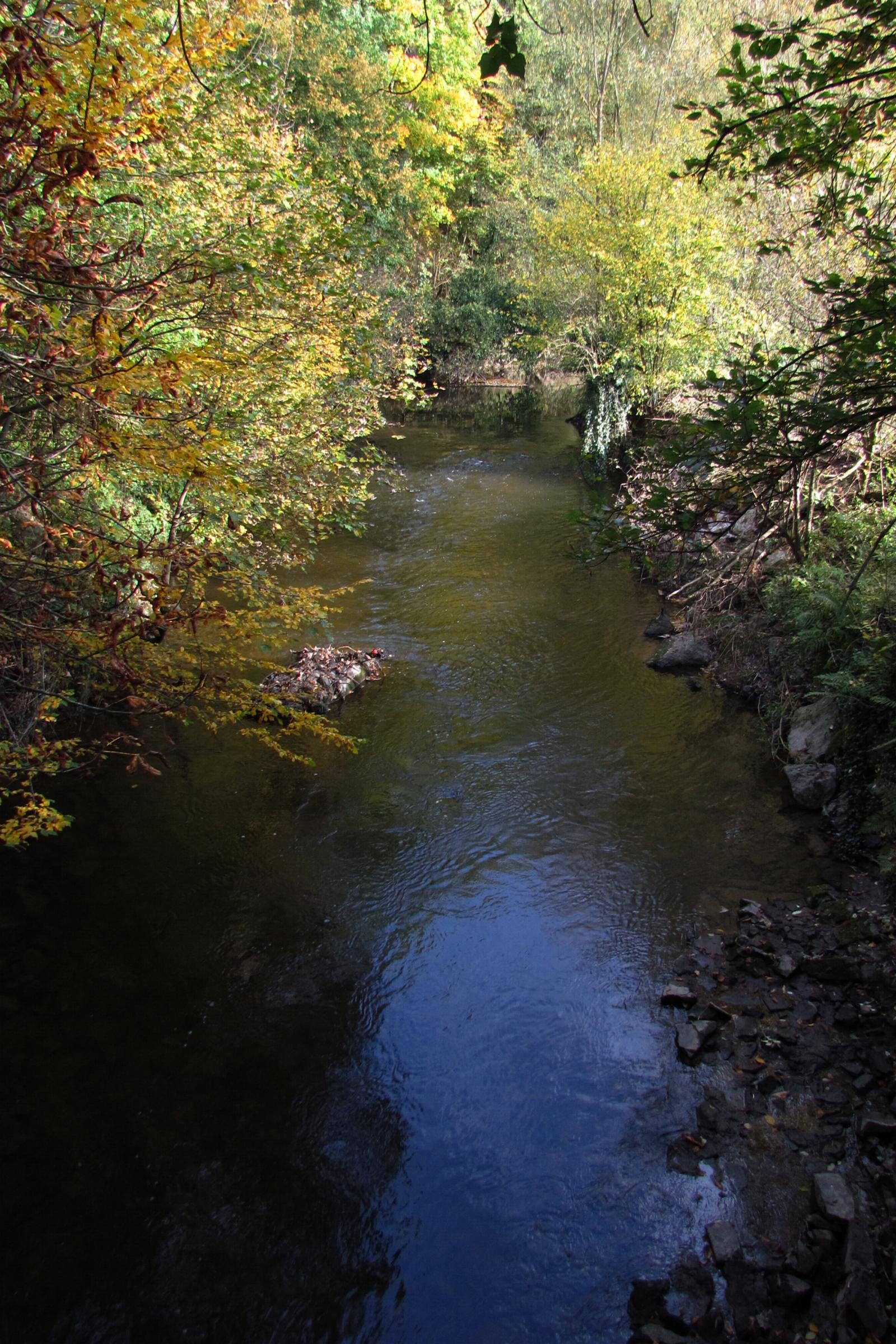
Wurmverlauf am ehemaligen Standort der Grube Ath
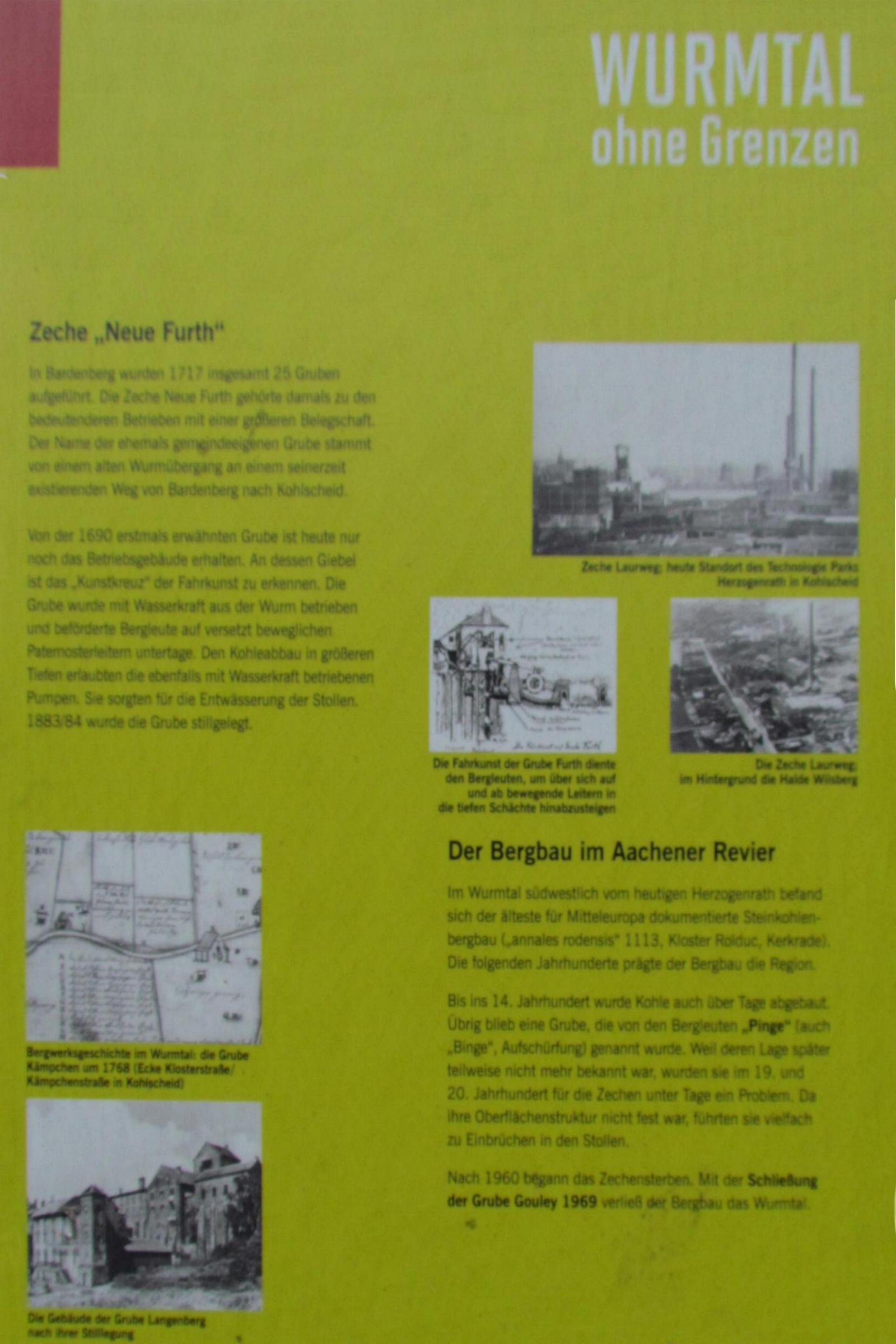
Infotafel über die Pumpenkunst
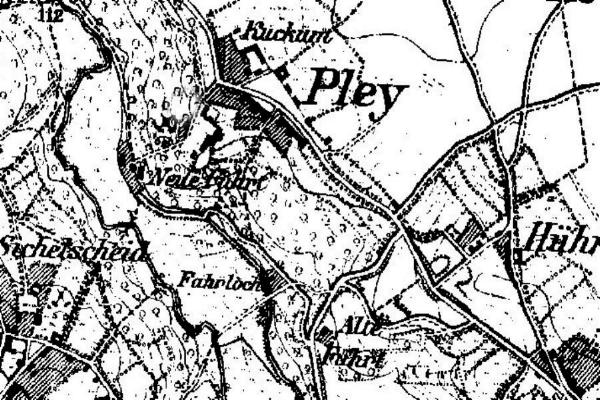
Gruben- und Mühlengebiet auf der Neuaufnahme 1892
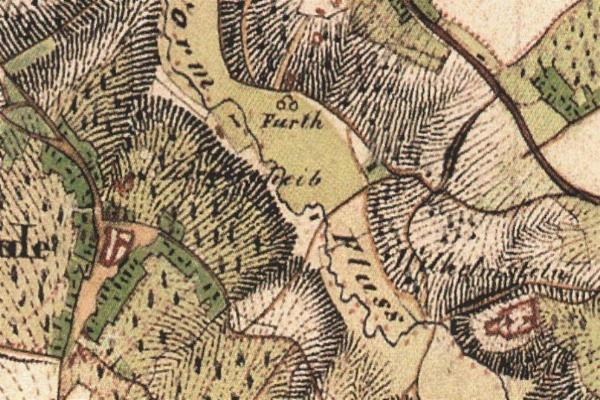
Gruben- und Mühlengebiete an der Burg Wilhelmstein auf der Uraufnahme 1846

→ Siehe auch Liste der Mühlen an der Wurm